# هیل‌دیل (یوتا)
هیل‌دیل (به انگلیسی: Hildale) شهری در ایالت یوتا کشور ایالات متحده آمریکا است که جمعیت آن در سرشماری سال ۲۰۱۰ میلادی، ۲٬۷۲۶ نفر بوده‌است.